# Bernie Fraser
Bernard Gabriel Fraser, detto Bernie (Lautoka, 21 luglio 1953), è un ex rugbista a 15 neozelandese di origine figiana, tre quarti ala della provincia di Wellington per cui segnò 105 mete in 124 incontri.

## Palmarès
- National Provincial Championship: 3
Wellington: 1978, 1981, 1986